# Hotel Kummer

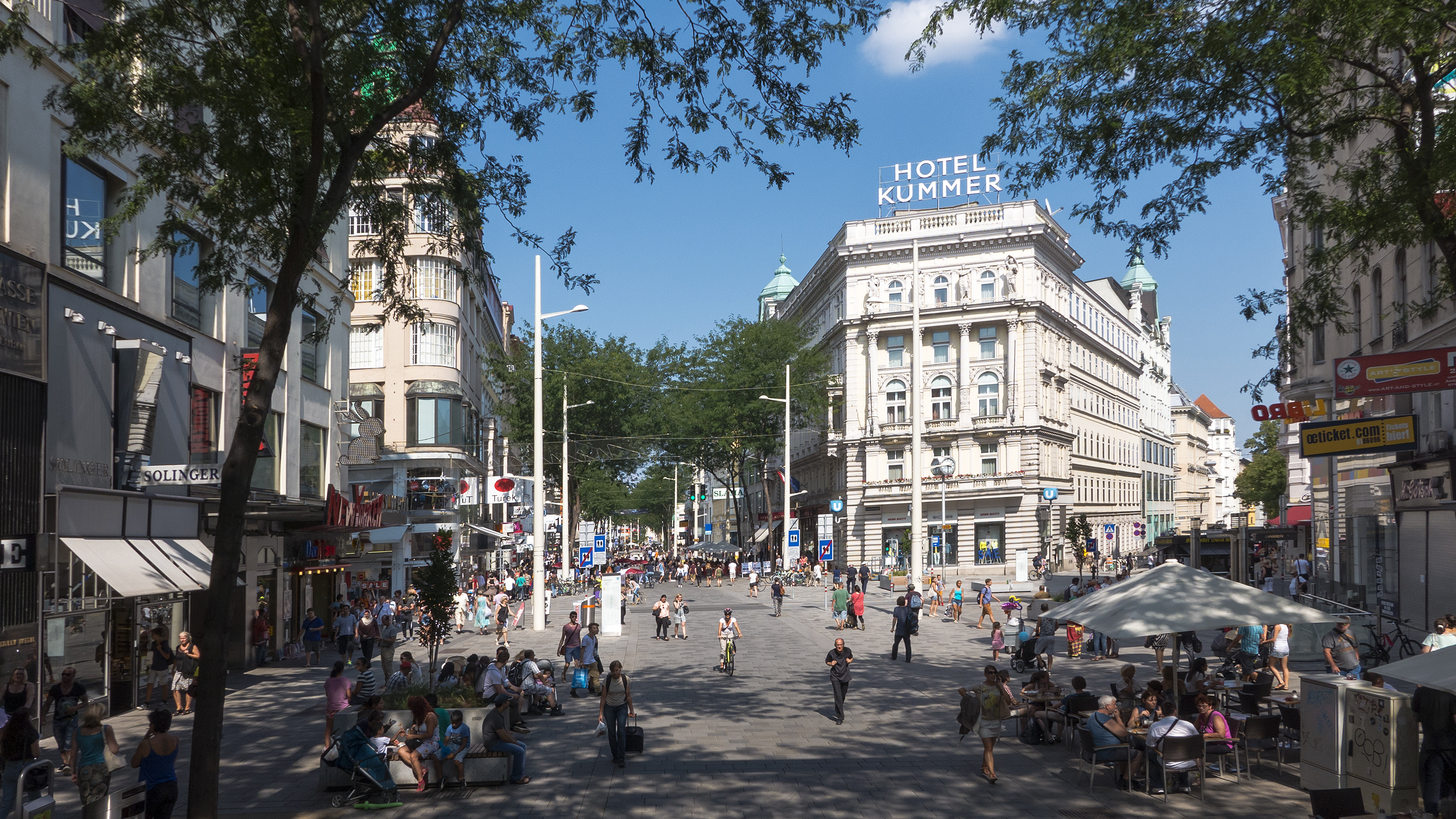
Die innere Mariahilfer Straße mit Hotel Kummer

Das Wiener Hotel Kummer  war zwischen 1872 und 2018 ein Hotel in Wien und ein markantes Gebäude im 6. Wiener Gemeindebezirk an der Mariahilfer Straße 71A.

## Geschichte

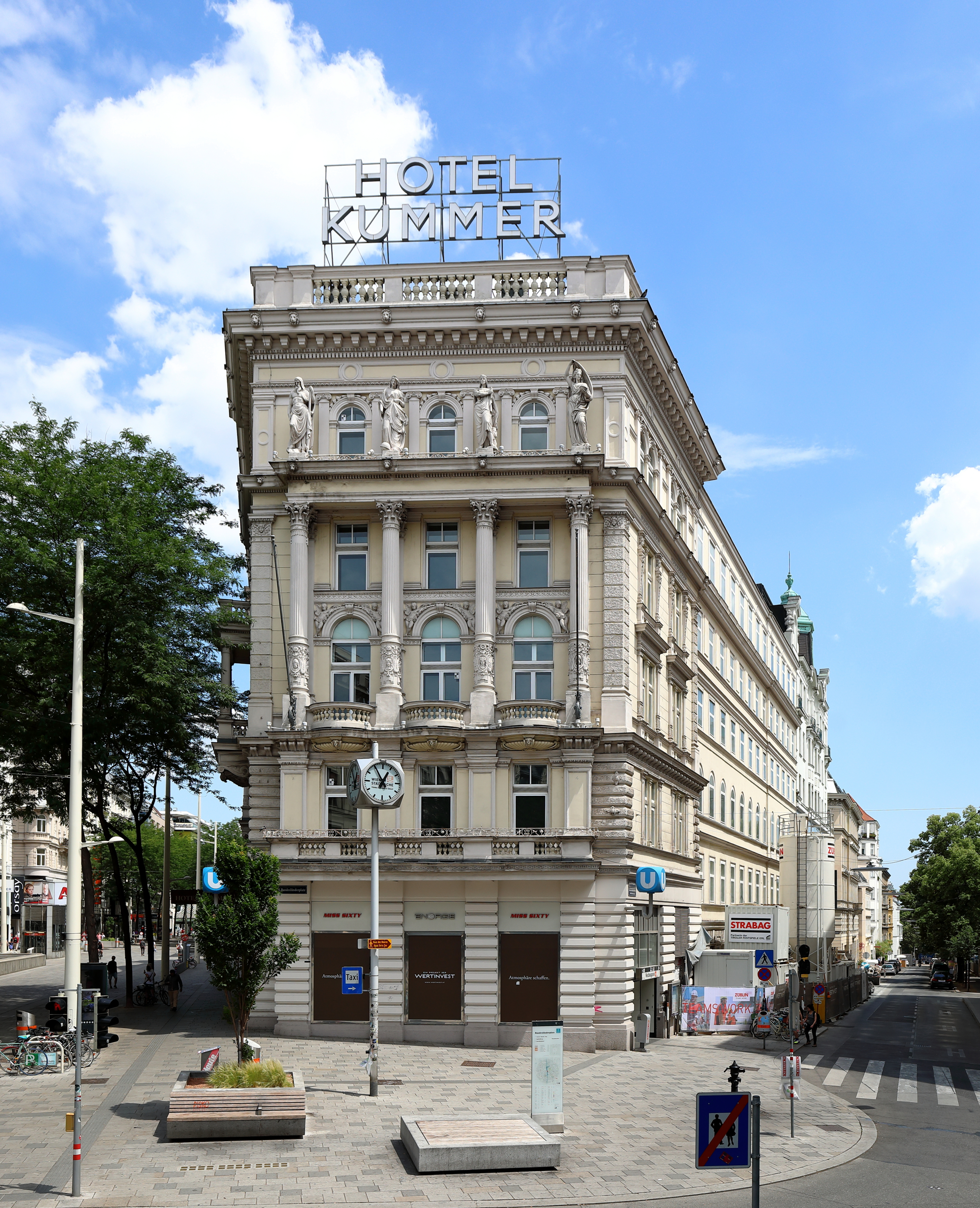
Hotel Kummer im Jahr 2018

Im 17. Jahrhundert befand sich an diesem Standort der bekannte Einkehrgasthof "Zum Goldenen Kreuz". Hier wurde 1827 der berühmte Wiener Komponist Josef Strauss geboren.
Das heutige Gebäude wurde 1870 von Ludwig Tischler und Eduard Kaiser erbaut und 1872 von Michael Kummer als Hotel eröffnet.
Arthur Conan Doyle verbrachte am 5. Jänner 1891 mit seiner Frau eine Nacht im Hotel Kummer.
Nach dem Zweiten Weltkrieg wurde das Hotel eine Zeitlang als Quartier der französischen Besatzungsmacht genutzt.
Im Jahre 1981 erschien der Roman "Das Hotel New Hampshire" von John Irving, durch den das Hotel Kummer eine internationale Bekanntheit erlangt hat.
Am 2. Oktober 2021 eröffnete im Gebäude des alten Hotel Kummer das neue Hotel Motto.